# Umbriatico
Umbriatico är en ort och kommun i provinsen Crotone i regionen Kalabrien i Italien. Kommunen hade 821 invånare (2017).